# Spilosoma javanica
Spilosoma javanica là một loài bướm đêm thuộc phân họ Arctiinae, họ Erebidae.